# Memoriał Zbigniewa Raniszewskiego 1969

## Memoriał Zbigniewa Raniszewskiego 1969
XIII Memoriał Zbigniewa Raniszewskiego odbył się 14.10.1969 w Bydgoszczy. Zwyciężył Władimir Gordiejew ZSRR.

## Wyniki
- 14 października 1969, na stadionie w Bydgoszczy

| Msc. | Zawodnik               | Klub              | Pkt |             |  |
| ---- | ---------------------- | ----------------- | --- | ----------- |  |
| 1    | (3)Władimir Gordiejew  | ZSRR              | 15  | (3,3,3,3,3) |  |
| 2    | (5)Henryk Glücklich    | Polonia Bydgoszcz | 14  | (3,3,3,2,3) |  |
| 3    | (8)Wiktor Kałmykow     | ZSRR              | 11  | (1,3,1,3,3) |  |
| 4    | (4)Walerij Klemientjew | ZSRR              | 11  | (2,1,3,3,2) |  |
| 5    | (14)Stanisław Kasa     | Polonia Bydgoszcz | 11  | (3,2,2,3,1) |  |
| 6    | (1)Andrzej Pogorzelski | Stal Gorzów       | 9   | (d,2,3,2,2) |  |
| 7    | (7)Rajmund Świtała     | Polonia Bydgoszcz | 9   | (2,1,2,1,3) |  |
| 8    | (9)Władimir Kononowicz | ZSRR              | 8   | (3,1,d,2,2) |  |
| 9    | (11)Marian Rose        | Stal Apator Toruń | 7   | (2,2,1,2,0) |  |
| 10   | (6)Jerzy Padewski      | Stal Gorzów       | 5   | (0,3,2)     |  |
| 11   | (15)Koczetow           | ZSRR              | 5   | (2,0,2,1,0) |  |
| 12   | (12)Andrzej Koselski   | Polonia Bydgoszcz | 5   | (0,2,1,0,2) |  |
| 13   | (10)Anatolij Mironow   | ZSRR              | 5   | (1,1,1,1,1) |  |
| 14   | (13)Dugajew            | ZSRR              | 3   | (1,0,0,1,1) |  |
| 15   | (2)Marian Zaranek      | Polonia Bydgoszcz | 1   | (u,-,0,1,-) |  |
| 16   | (16)Winidikow          | ZSRR              | 0   | (0,0,0,d,0) |  |
| R1   | Benedykt Kosek         | Polonia Bydgoszcz | 0   | (0,0)       |  |
| R2   | Bogumił Brzeziński     | Polonia Bydgoszcz | 0   | (u,0)       |  |

Sędzia: Henryk Katafias
Nawias przy nazwisku oznacza miejsce startowe.
Zmiany: R1 w 6 biegu za (2), R2 w 14 biegu za (2), R1 w 16 biegu za (6), R1 w 19 biegu za (6).